# Francisco Domínguez Roldán
Francisco «Panchón» Domínguez Roldán (1864-1942) fue un médico y político cubano, secretario de Instrucción Pública y Bellas Artes de la República de Cuba.

## Biografía
Nació el 14 de febrero de 1864 en La Habana. Médico, realizó sus estudios en París. Fue miembro de número de la Academia de Ciencias, miembro de honor de varias sociedades científicas de diversos países y oficial de la Legión de Honor. Se le habría debido la introducción de la radiología en Cuba. Domínguez Roldán, que desempeñó el cargo de secretario de Instrucción Pública y Bellas Artes, falleció el 25 de abril de 1942.